# Lösch- und Rettungszug (ÖBB)
Die Lösch- und Rettungszüge der Österreichischen Bundesbahnen (ÖBB) wurden in den Jahren 2004 und 2005 sowie in den 2020er-Jahren gebaut. Weiters gibt es an vereinzelten Standorten in der Nähe von längeren Eisenbahntunneln Tunnelrettungszüge mit älterem Wagenmaterial.

## Merkmale

### Neubeschaffung ab 2020

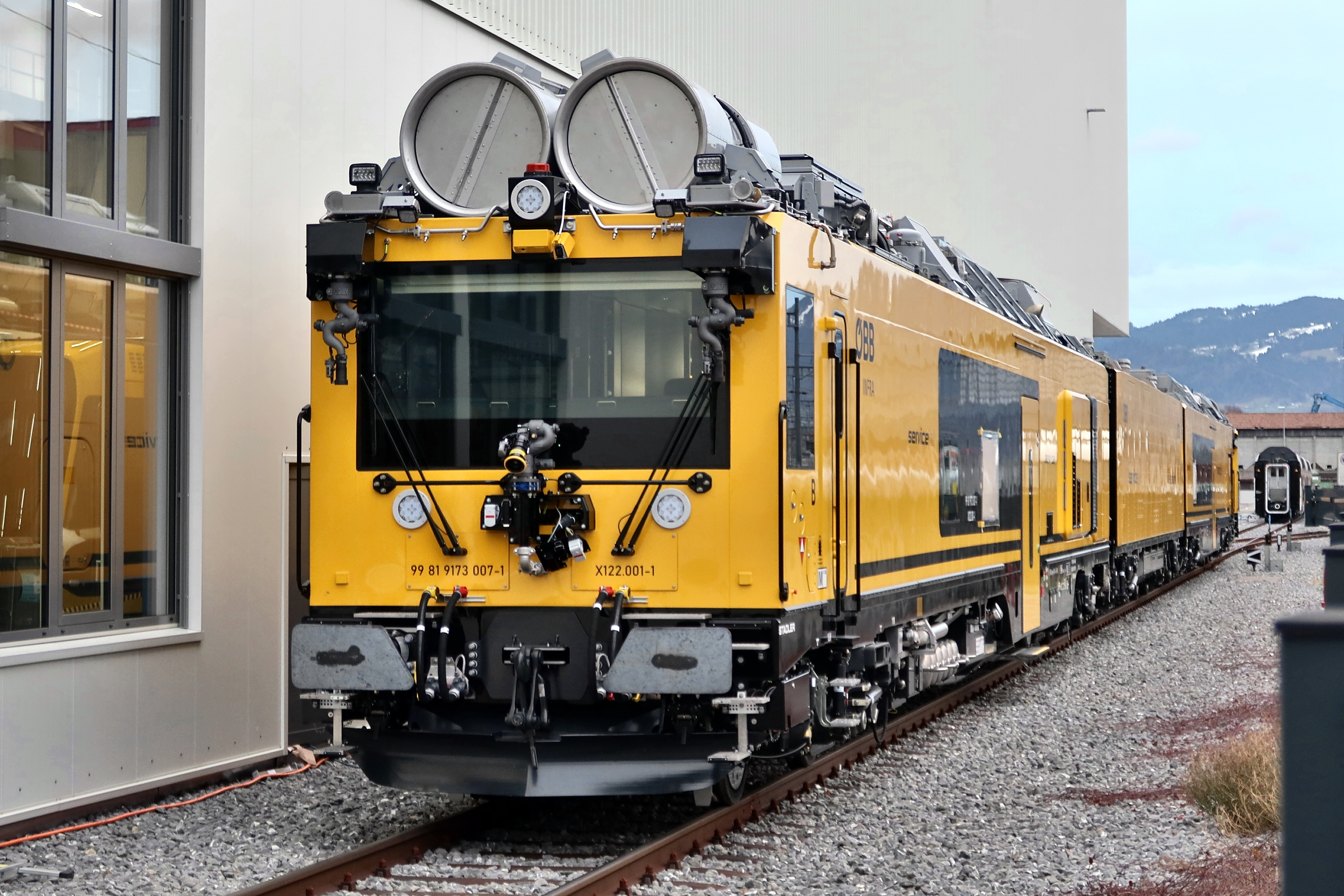
ÖBB Servicejet

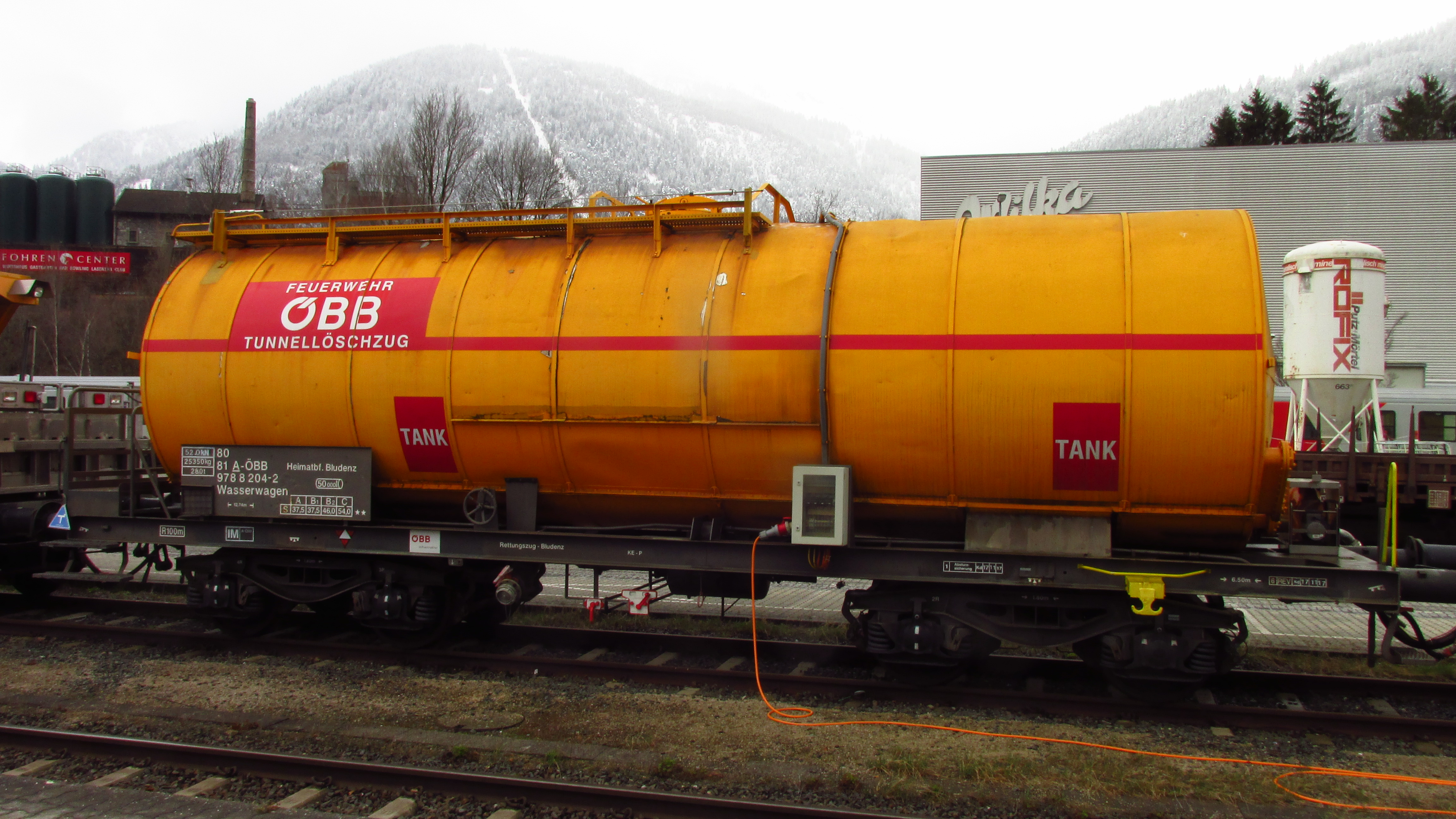
Kesselwagen des Tunnellöschzugs im Bahnhof Bludenz

Ende Dezember 2020 haben die Stadler Rail AG und die ÖBB-Infrastruktur AG eine Rahmenvereinbarung über die Lieferung von bis zu 18 neuen Lösch- und Rettungszügen unterzeichnet. Die Züge basieren mechanisch auf den Flirt-Triebzügen und bestehen aus zwei Endtriebwagen, zwischen denen ein begehbarer Wasserwagen mit 45 m³ Wasser eingereiht ist. Insgesamt stehen pro Zug 300 Sitz- und Stehplätze zur Verfügung. Die Züge sind bis zu 160 km/h schnell und können unter Oberleitung, dieselelektrisch und per Akkumulator betrieben werden. Im Gegensatz zum Flirt kommen keine Jakobs-Drehgestelle, sondern ausschließlich konventionelle Drehgestelle zum Einsatz. Die ersten Fahrzeuge wurden Jänner 2024 ausgeliefert.

### Lösch- und Rettungszüge Baujahr 2004/2005 (Variante "Container")
- Die Fahrzeugaufbauten bestehen aus gasdichten Containern, welche sowohl den Einsatzkräften als auch den Geretteten bestmöglichen Schutz bieten. Als Unterwagen kommen ehemalige Güterwagen zum Einsatz.
- Die Züge bestehen aus Feuerwehr- und Rettungseinheit. Sie fahren im Verbund an die Schadensstelle. Hier verbleibt die Feuerwehreinheit vor Ort, während die Rettungseinheit im Pendelverkehr Verunglückte zum Rettungsplatz bringt.
- Über breite, ausziehbare Rampen an den Stirnseiten wird der Einstieg in die geschützten Fahrzeuge ermöglicht. Im Inneren ist neben der Technik (Löschwasserversorgung mit Pumpe und eigenen Tanks, Stromversorgung, Raumluftregeneration) Platz für Einsatzkräfte und verunglückte Reisende vorgesehen.
- Der Eintrag von Kontamination in den Fahrzeuginnenraum wird durch ein mehrstufiges Rückhaltesystem auf ein geringstmögliches Maß reduziert. Durch Sensoren werden sowohl der Innenraum als auch die Umgebung auf Temperatur sowie das Vorhandensein verschiedener Schadstoffe überwacht, um gegebenenfalls den Rückzug antreten zu können.
- Die Feuerwehreinheit besteht aus dem Energie- und Löschcontainer, welcher im Wesentlichen die technische Versorgung beherbergt, und dem Mannschaftscontainer als geschütztem Rückzugsraum für die Einsatzkräfte.
- Die Rettungseinheit besteht aus dem Rettungscontainer, in welchem die verunglückten Passagiere Platz finden und durch das anwesende Sanitätspersonal erstbehandelt werden können.
- Weiterer Einsatzzweck ist die Brandbekämpfung, auch bei Böschungsbränden.

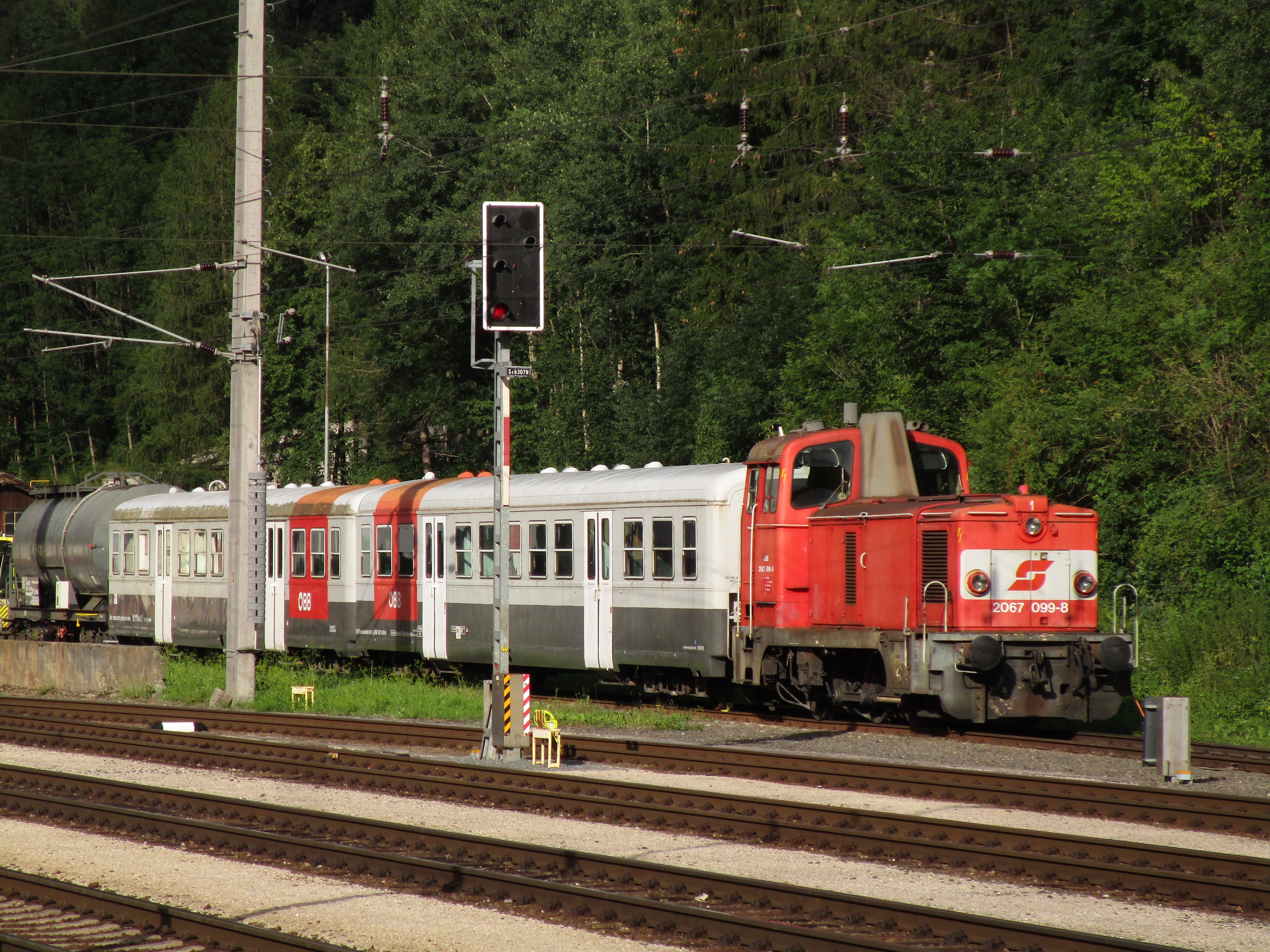
"Tunnelshuttle" Landeck-Zams 2021

### Tunnelrettungszüge älterer Bauart (Variante "Tunnelshuttle")
- Der Zug besteht meist aus mehreren Personenwagen (ehem. Zwischenwagen des Triebwagens ÖBB 4030), einem Kesselwagen mit 15.000 Liter Löschwasser sowie einem Flachwagen für den Transport eines Straßenfahrzeuges.[2]
- Die Personenwagen sind stirnseitig mit Scheinwerfern ausgestattet.
- Der Tunnelrettungszug ist meist mit Lokomotiven der Reihe 2067 bespannt, allerdings werden diese nach und nach wegen ihres Alters durch andere Diesellokomotiven der ÖBB ersetzt, etwa die Reihe 2068.
- Der Flachwagen des Tunnelrettungszuges ist im Normalfall an einer Rampe abgestellt, sodass Fahrzeuge ihn im Notfall schnell befahren können.
- Kapazität des Zuges: 60 bis 100 Personen[3]

## Stationierung

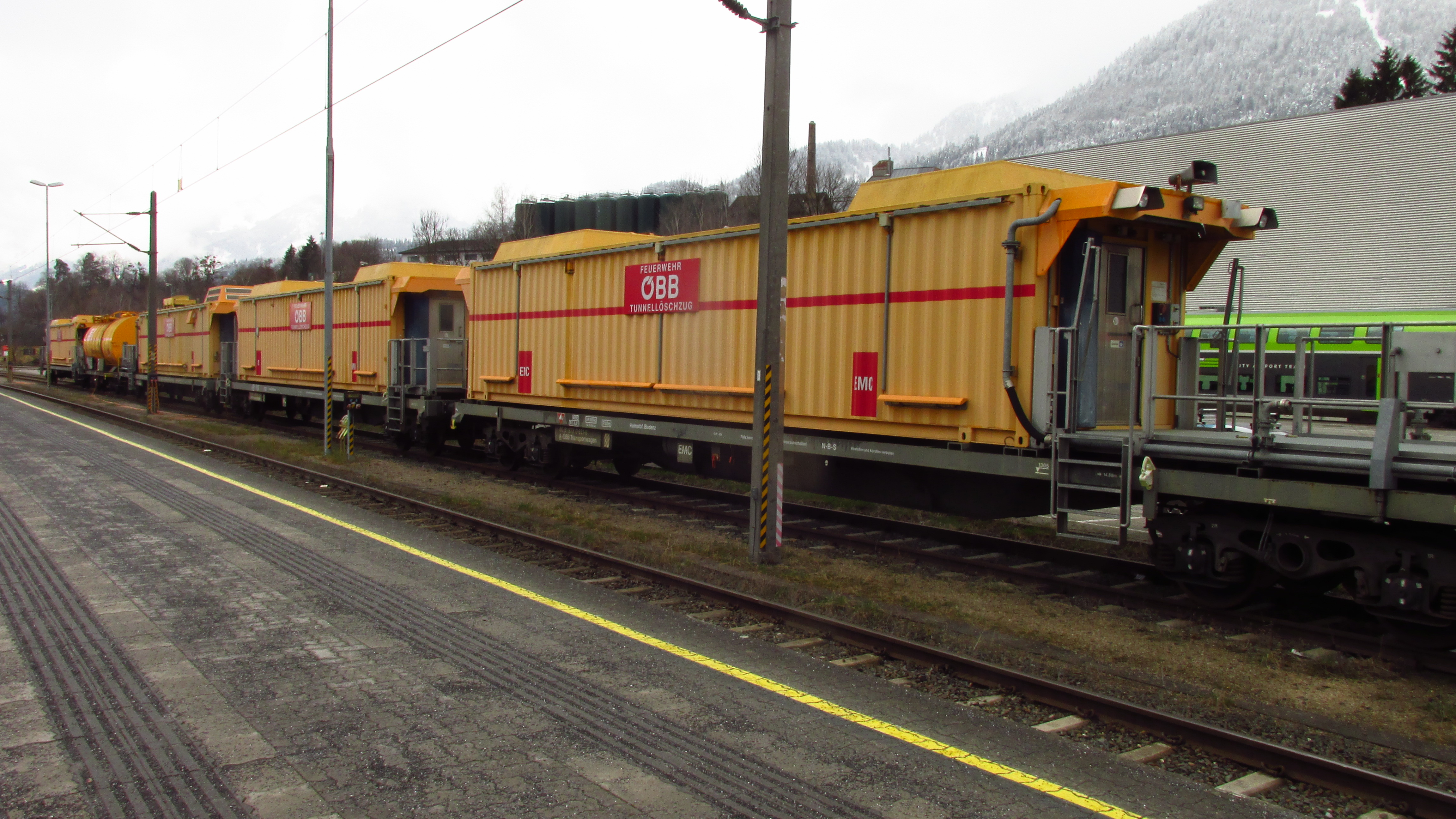
Im Bahnhof Bludenz stationierter Tunnellöschzug

Insgesamt fünf Züge des Baujahres 2004/2005 sind auf folgende durchwegs tunnelnahe Standorte verteilt:
- Bludenz: 80 81 9770 633-2, 80 81 9770 632-4, 80 81 9770 631-6, 80 81 9770 630-8, 80 81 9788 204-2
- Böckstein: 80 81 9770 637-3, 80 81 9770 638-1, 80 81 9770 639-9
- Mallnitz-Obervellach: 80 81 9770 634-0, 80 81 9770 635-7, 80 81 9770 636-5
- Spittal-Millstättersee: 80 81 9770 640-7, 80 81 9770 641-5, 80 81 9770 642-3
- Villach Süd Gvbf: 80 81 9770 643-1, 80 81 9770 644-9, 80 81 9770 645-6

Die Tunnelrettungszüge älterer Bauart sind in ganz Österreich in der Nähe von längeren Tunneln stationiert.

## Einsatzgebiet
Die Züge kommen sowohl in Tunnels als auch auf freier Strecke zum Einsatz sowie auf schwer zugänglichen Gleisstrecken in Bergregionen.